# Ливов
Ливов (слч. Livov) насељено је мјесто са административним статусом сеоске општине (слч. obec) у округу Бардјејов, у Прешовском крају, Словачка Република.

## Становништво
| Година:    | 1994. | 2004.   | 2014.    | 2024.    |
| ---------- | ----- | ------- | -------- | -------- |
| Број људи: | 108   | 105     | 85       | 69       |
| Разлика:   |       | -2,77 % | -19,04 % | -18,82 % |

| Година:    | 2023. | 2024.   |
| ---------- | ----- | ------- |
| Број људи: | 68    | 69      |
| Разлика:   |       | +1,47 % |

Према подацима о броју становника из 2024. године насеље је имало 69 становника.